# Hugo Spechtshart von Reutlingen

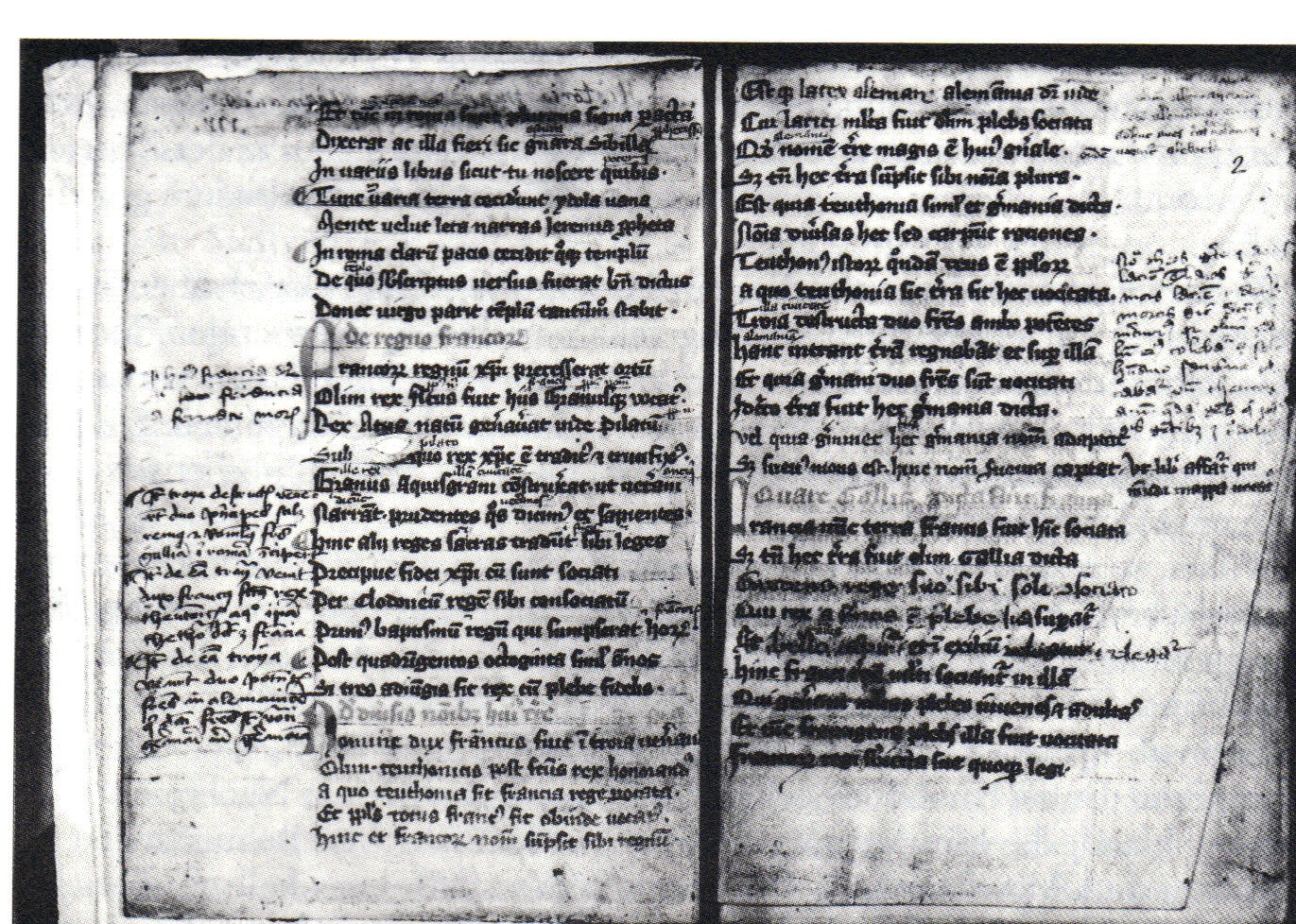
Handschrift der Chronik in St. Petersburg

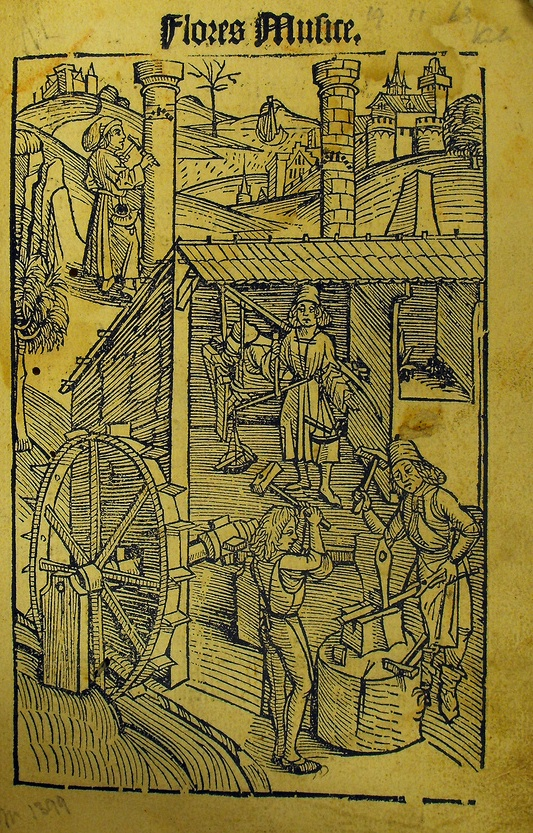
Holzschnitt zu den Flores musicae

Hugo Spechtshart von Reutlingen – auch Hugo von Reutlingen –  (* wohl 1285 in Reutlingen; † 1359/60 ebenda) war ein deutscher Pädagoge, Chronist und Musiktheoretiker.
Er war Kaplan an der Reutlinger Marienkirche. Seine überwiegend in Versform verfassten lateinischen Schriften sind bedeutende Zeugnisse der Musikerziehung des Mittelalters. Die in Sankt Petersburg aufbewahrte Chronikhandschrift enthält Melodien der Geißlerlieder, die im Pestjahr 1349 gesungen wurden.

## Schriften
- Flores musicae (1332/42), Dichtung über den Cantus Gregorianus, Flores musicae (1332/42). Eingeleitet und herausgegeben von Karl-Werner Gümpel. Franz Steiner, Wiesbaden (in Kommission) 1958 (= Akademie der Wissenschaften und der Literatur in Mainz. Abhandlungen der Geistes- und Sozialwissenschaftlichen Klasse, Jahrgang 1958, 3).
- Forma discendi (1346), Einweisung in die Praxis schulischen Lernens und Schreibens, 771 Hexameter
- Chronik (1347/50), 804 Hexameter; zu dem Werk existiert ein lateinischer Kommentar
- Speculum grammaticae (1350/58), 5420 hexametrische Verse, gemeinsam mit Konrad Spechtshart, der einen Kommentar dazu schrieb